# Ghetto di Bologna
Il ghetto di Bologna era l'area urbana della città di Bologna destinata a contenere la comunità ebraica che in essa risiedeva, secondo quanto stabilito dalla bolla Cum nimis absurdum emanata il 14 luglio 1555 da papa Paolo IV. L'editto papale regolava in generale la presenza ebraica nei domini temporali dello Stato Pontificio.
Il ghetto ha sede in pieno centro storico di Bologna ed è delimitato da un triangolo formato da via Zamboni, via Marsala e via Guglielmo Oberdan. Il rione è solcato da via dell'Inferno, che ne costituisce l'arteria principale.

## Storia del ghetto e degli ebrei di Bologna

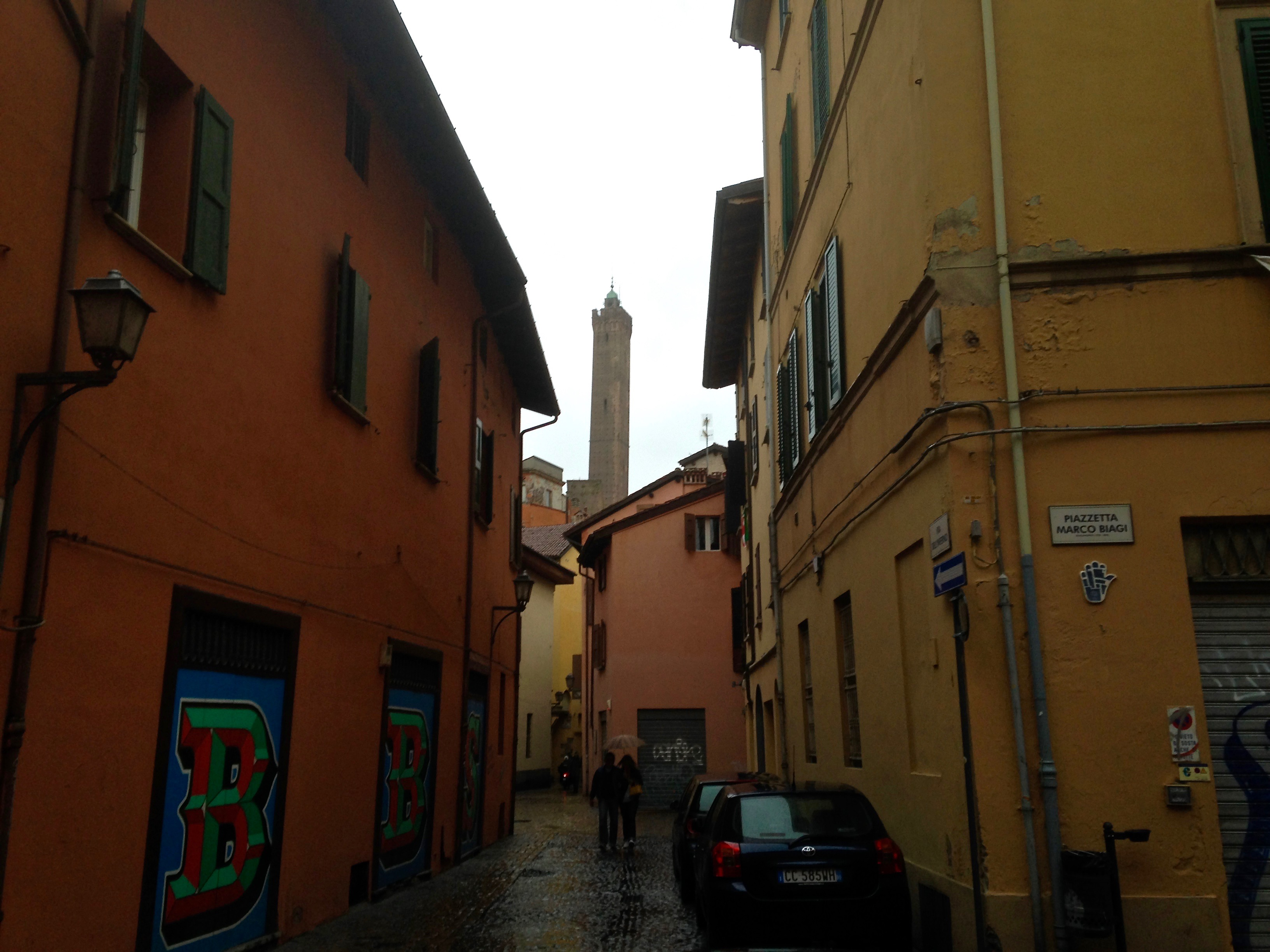
Vista delle Due Torri dalla Piazzetta Marco Biagi all'interno del Ghetto

Una vivace comunità ebraica a Bologna esisteva già a partire dall'inizio del XIV secolo. Dedita soprattutto al commercio e al traffico di denaro, la comunità divenne ben presto prospera e prolifica distinguendosi per grande fervore economico ed intellettuale.
La presenza ebraica a Bologna fu originariamente ben tollerata e la comunità poté, durante i suoi primi due secoli di storia, integrarsi con relativa facilità. È prova di ciò anche il fatto che nel 1488 venne istituita presso l'Università di Bologna una cattedra di storia dell'ebraismo.
Poco dopo l'emanazione della bolla Cum nimis absurdum tuttavia, l'8 maggio 1556 anche a Bologna gli ebrei furono confinati in un'area ben definita, detta "serraglio degli ebrei" (assumerà poi il più noto nome di ghetto) e costretti a vivere secondo le restrizioni imposte dalla bolla pontificia.
L'ubicazione del ghetto separato dal resto della città fu scelta perché priva di luoghi ed edifici significativi per la città e circoscrivibile elevando muri. L'accesso era regolato da tre cancelli, sbarrati al tramonto dall'esterno. Uno soltanto dei varchi è oggi riconoscibile all'incrocio fra via del Carro e via Zamboni, il voltone del Palazzo Manzoli-Malvasia, mentre gli altri sono stati quasi completamente riassorbiti dall'evoluzione urbana del centro storico.
I percorsi sopraelevati interni, i voltoni cavalcavia (alcuni ancora presenti), erano utilizzati nelle ore serali e notturne per sfuggire a incursioni di teppisti e in due abitazioni (via dell'Inferno 3 e via Valdonica 14) sono tuttora visibili nel soffitto del portico altrettanti spioncini, utili per controllare chi si avvicinava all'abitazione.
Gli edifici dovevano avere finestre piccole e alte rispetto al suolo così da evitare che fossero vie di fuga.
Resta oggi una targa, al 16 di via dell'Inferno, in memoria della sinagoga di Bologna cui facevano capo gli ebrei del ghetto per amministrare il proprio culto; la sinagoga fu quasi completamente distrutta durante i bombardamenti del 1943.
La comunità ebraica fu allontanata la prima volta nel 1569, poté rientrare nel 1586 e si disperse a seguito dell'espulsione del 1593 per ricostituirsi lentamente solo in età napoleonica. Solo all'unità d'Italia gli ebrei bolognesi poterono emanciparsi completamente vedendosi riconosciuti come normali cittadini italiani.
L'antico ghetto, divenuto ormai parte integrante del centro storico, ospita oggi il Museo ebraico di Bologna.